# Hotel Angleterre
O Hotel Angleterre (em russo: Англетер) é um moderno e luxuoso hotel de classe executiva na Voznesensky Prospekt na Praça de São Isaac, em São Petersburgo, na Rússia. O hotel foi inaugurado em 1991, reproduzindo um hotel histórico inaugurado em 1840 e reconstruído em 1889. O hotel tem 192 quartos, incluindo cinco suítes.

## História
O primeiro hotel no local foi criado por Napoleon Bokin em 1840, uma estrutura de três andares conhecida como Napoleon. Liev Tolstói era um hóspede frequente. O hotel foi completamente reconstruído entre 1886 e 1889, com um quarto piso adicionado e os interiores reconstruídos. Neste momento, o nome foi mudado para Hotel Angleterre, significando do francês "Hotel Inglaterra". O hotel tinha 75 quartos e várias lojas no térreo.

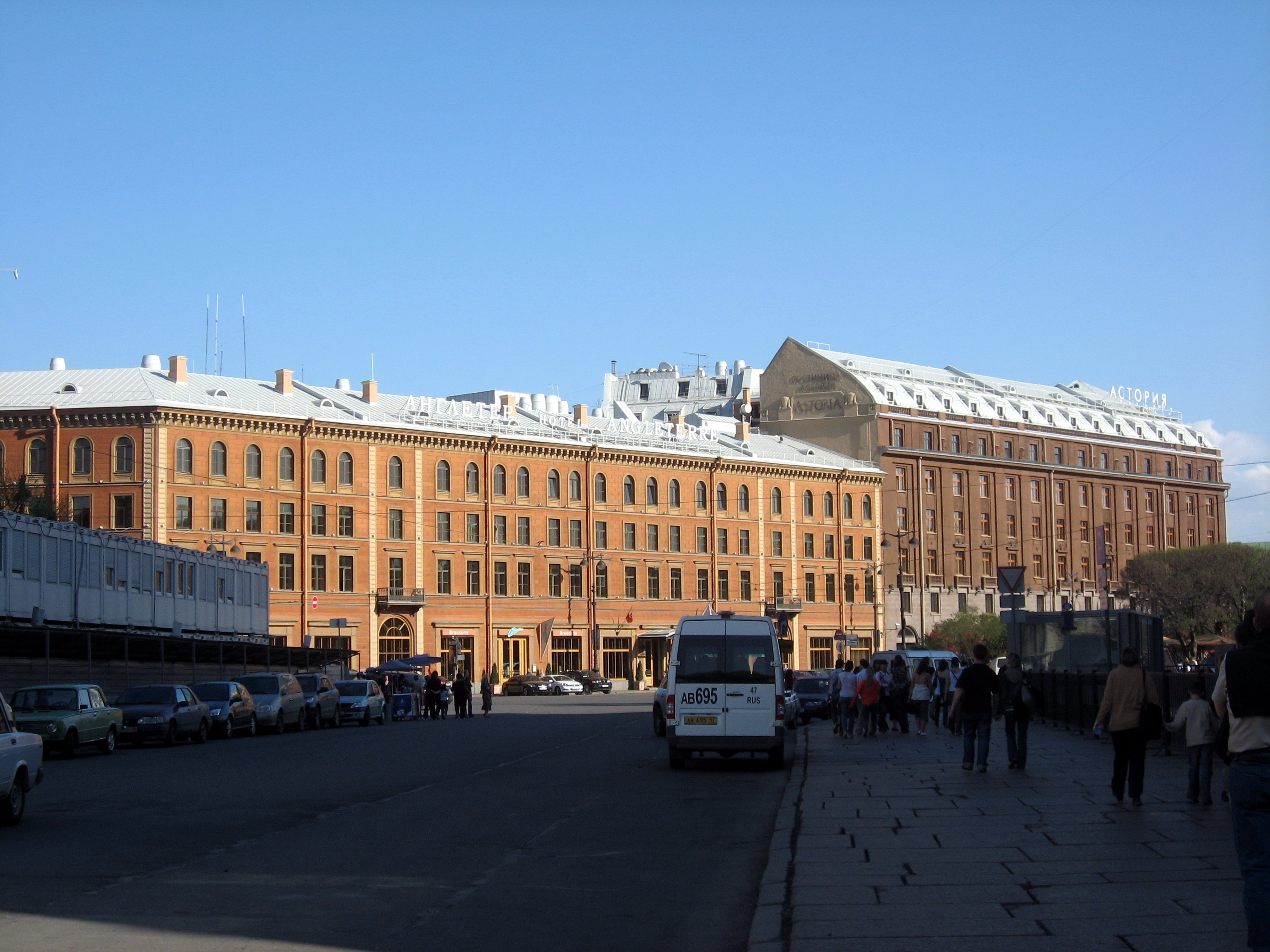
O Hotel Angleterre e o Hotel Astória.

O vizinho Hotel Astória, inaugurado em 1912, logo provou ser um sucesso maior que o Angleterre, que estava pronto para demolição com o intuito de uma expansão do Astoria projetado pelo arquiteto Fyodor Lidval, que espelharia o edifício Astória existente. No entanto, a eclosão da Primeira Guerra Mundial impediu o feito.
O nome de Angleterre foi mudado após a Revolução Russa para Hotel Internacional, entre 1919 e 1925, e depois para Hotel Leningradskaya de 1948 até o início dos anos 1970. É famoso na Rússia como o lugar onde o poeta Serguei Iessenin se enforcou em 28 de dezembro de 1925.
Em 1985 o hotel fechou, e em 1987, durante a Perestroika, as autoridades de cidade decidiram demolir o envelhecido hotel e o substituir por um edifício moderno com uma fachada que copiasse o original. Muitas pessoas se reuniram na Praça de São Isaac para protestar contra o plano. Foi o primeiro grande protesto público na história da União Soviética a ficar impune pelas autoridades. O hotel foi demolido em 18 de março de 1987.O hotel atual abriu em 1991.
Hoje, o hotel é de propriedade e gerido pelo Rocco Forte Hotels, que também possui e gerencia do adjacente Hotel Astória. O Angleterre é comercializado como a asa de classe empresarial de sua irmã mais luxuosa, o Astória. Os pisos superiores dos quartos dos dois hotéis são conectados.

## Ligações Externas
- Official website

- Angleterre Hotel Enciclopédia de São Petersburgo